# Austrocactus coxii
Austrocactus coxii ist eine Pflanzenart in der Gattung Austrocactus aus der Familie der Kakteengewächse (Cactaceae). Das Artepitheton coxii ehrt G. Cox, der Argentinien bereiste.

## Beschreibung
Austrocactus coxii wächst mit kurz säulenförmigen Trieben, die bei Durchmessern von 5 Zentimetern Wuchshöhen von bis zu 60 Zentimetern erreichen. Es sind 6 bis 10 Rippen vorhanden, die in Höcker gegliedert sind. Die 1 bis 4 kräftigen, geraden oder etwas hakigen Mitteldornen sind hellbraun bis weißlich und bis 4 Zentimeter lang. Die 6 bis 10 dünnen Randdornen sind ineinander verwoben und bis 1 Zentimeter lang.
Die hellroten Blüten haben eine Länge von bis 3,5 Zentimetern und ebensolche Durchmesser.

## Verbreitung und Systematik
Austrocactus coxii ist im Süden Argentiniens verbreitet.
Die Erstbeschreibung als Echinocactus coxii wurde 1898 durch Karl Moritz Schumann veröffentlicht. Curt Backeberg stellte die Art 1959 in die Gattung Austrocactus. Ein nomenklatorisches Synonym ist Malacocarpus coxii (K.Schum.) Hosseus (1939).

## Nachweise